# Moose Jaw Wakamow (circonscription saskatchewanaise)
Pour les articles homonymes, voir Moose Jaw (homonymie).
Circonscription électorale provinciale du Canada
Moose Jaw Wakamow (auparavant Moose Jaw South (1967-1991)) est une circonscription électorale provinciale de la Saskatchewan au Canada. Elle est représentée à l'Assemblée législative de la Saskatchewan depuis 1967.

## Géographie
La circonscription comprend la partie sud de la ville de Moose Jaw.

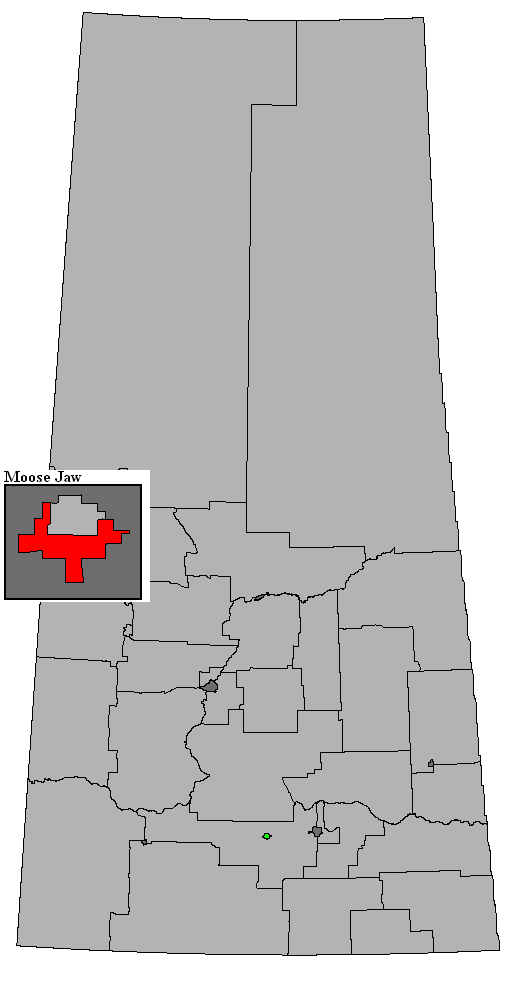
Frontière de la circonscription en 2016.
Frontière de la circonscription en 2022.

## Liste des députés
| Parlement                               | Années                                  | Député                                  | Député                                  | Parti                                   |
| Moose Jaw South                         | Moose Jaw South                         | Moose Jaw South                         | Moose Jaw South                         | Moose Jaw South                         |
| Circonscription issue de Moose Jaw City | Circonscription issue de Moose Jaw City | Circonscription issue de Moose Jaw City | Circonscription issue de Moose Jaw City | Circonscription issue de Moose Jaw City |
| --------------------------------------- | --------------------------------------- | --------------------------------------- | --------------------------------------- | --------------------------------------- |
| 16e                                     | 1967–1971                               |                                         | William Gwynne Davies (en)              | Néo-démocrate                           |
| 17e                                     | 1971–1975                               | Gordon Snyder (en)                      |                                         | Néo-démocrate                           |
| 18e                                     | 1975–1978                               | Gordon Snyder (en)                      |                                         | Néo-démocrate                           |
| 19e                                     | 1978–1982                               | Gordon Snyder (en)                      |                                         | Néo-démocrate                           |
| 20e                                     | 1982–1986                               |                                         | Arthur Leslie Smith (en)                | Progressiste-conservateur               |
| 21e                                     | 1986–1991                               |                                         | Lorne Calvert                           | Néo-démocrate                           |
| Moose Jaw Wakamow                       |                                         |                                         |                                         |                                         |
| 22e                                     | 1991–1995                               |                                         | Lorne Calvert                           | Néo-démocrate                           |
| 23e                                     | 1995–1999                               |                                         | Lorne Calvert                           | Néo-démocrate                           |
| 24e                                     | 1999–2003                               | Deb Higgins                             |                                         | Néo-démocrate                           |
| 25e                                     | 2003–2007                               | Deb Higgins                             |                                         | Néo-démocrate                           |
| 26e                                     | 2007–2011                               | Deb Higgins                             |                                         | Néo-démocrate                           |
| 27e                                     | 2011–2016                               |                                         | Greg Lawrence                           | Saskatchewanais                         |
| 28e                                     | 2016–2020                               |                                         | Greg Lawrence                           | Saskatchewanais                         |
| 29e                                     | 2020–2024                               |                                         | Greg Lawrence                           | Saskatchewanais                         |
| 29e                                     | janv.-oct. 2024                         |                                         | Greg Lawrence                           | Indépendant                             |
| 30e                                     | 2024–en cours                           |                                         | Megan Patterson (en)                    | Saskatchewanais                         |

## Résultats électoraux
Moose Jaw Wakamow (depuis 1991)

Moose Jaw South (1967-1991)